# Taseopteryx mediofasciata
Taseopteryx mediofasciata là một loài bướm đêm trong họ Noctuidae.